# Albert Flatley
Albert Austin Flatley conosciuto anche come Bert Flatley (Bradford, 5 settembre 1919 – Yeadon, 9 aprile 1987) è stato un allenatore di calcio e calciatore inglese, di ruolo centrocampista.

## Carriera

### Giocatore
Nella stagione 1937-1938 ha fatto parte della rosa del Wolverhampton, squadra della massima serie inglese, con cui però non ha mai esordito in gare ufficiali; l'anno seguente ha giocato 4 partite di campionato nella terza serie inglese con lo York City, mentre nella stagione 1939-1940 ha militato nel Port Vale, sempre in terza serie, giocando le uniche due partite disputate prima dell'interruzione dei campionati a causa dello scoppio della Seconda guerra mondiale. Nel 1944 è stato tesserato dal Bradford City, che nel 1946 l'ha ceduto al Bury, squadra di seconda serie, con cui non ha disputato nessuna partita ufficiale. Nel 1950 è passato al club semiprofessionistico del Wokington, in cui ha ricoperto il doppio ruolo di giocatore ed allenatore, disputando complessivamente 8 partite nell'arco di due anni.

### Allenatore
Nella stagione 1948-1949 ha allenato l'Alessandria, ottenendo un 11º posto in classifica nel campionato di Serie B; è stato riconfermato alla guida dei Grigi anche per la stagione 1949-1950, chiusasi con un 18º posto in classifica nel campionato di Serie B e la conseguente retrocessione in Serie C. A fine anno è passato al Wokington, dove è rimasto fino al 1952, anno in cui la squadra è stata ammessa alla Football League.